# RER
RER или Réseau Express Régional (от френски) е влакова мрежа, обслужваща главно Париж и неговите предградия, както и някои други гъсто населени територии във Франция. В страната така се нарича железопътната мрежа, свързваща голям град с неговите предградия и населени околности.
Съкращението е от името на френски на Регионалната експресна мрежа на регион Ил дьо Франс (включващ Париж). RER съчетава модерната градска подземна железница в центъра на Париж със съществуващата мрежа от железопътни линии. Тя има няколко връзки с Парижкото метрото. В рамките на града RER функционира като метро, но е по-бързо, тъй като има по-малко спирки. От 1999 г. мрежата на RER състои от пет линии: A, B, C, D и E. За да се избегне объркването с линиите на метрото, тези на RER е прието да се отбелязват с букви, а не с номера. Мрежата на RER продължава да се разширява и днес. Разширението на запад, на откритата през 1999 г. линия E, е предвидено да завърши до 2020 г.

## Основни данни
Мрежата на RER се състои 257 гари, като 33 от тях са в рамките на Париж. Общата дължината на нейните жп линии е над 587 km, от които 76,5 km са под земята. Всяка линия през града минава почти изцяло под земята. RER се управлява отчасти от RATP (Régie Autonome des Transports Parisiens) – автономният оператор на парижкия градски транспорт, управляващ парижкото метро, и SNCF – националният железопътен превозвач на Франция. Въпреки това, системата използва един общ билет и не е необходимо прехвърляне между частите, ръководени от двата оператора. Превозените пътници по управляваните от RATP централни части на линии A и B през 2006 г. е бил над 452 млн. За сравнение, превозените пътници по всички линии, управлявани от SNCF (както от RER, така и от Transilien влакове) през 2006 г. са били 657 млн.
RATP управлява 65 гари от мрежата на RER, включително всички гари по линия А, на изток от префектура Нантер (Nanterre-Préfecture), както и гарите по разклонението Сен Жермен ан Ле. Също така RATP управлява гарите по линия B, южно от гара Север (Gare Du Nord). Останалите гари по двете линии, както и тези по линии C, D и E, се експлоатират от SNCF. В мрежата на RER, 9 от управляваните от RATP гари имат връзка с линиите на парижкото метро, както и 9 позволяват прехвърляне на Transilien – влаковете, обслужвани от SNCF.